# Петер Фюлеп Кочиш
Петер Фюлеп Кочиш (угор. Kocsis Péter Fülöp; нар. 13 січня 1963, Сегед, Угорщина) — угорський греко-католицький архієпископ, архієпископ-митрополит Гайдудорозький, глава Угорської греко-католицької церкви.

## Життєпис
Народився 13 січня 1963 року в Сегеді. Вивчав філософію і богослов'я в Греко-католицькому богословському інституті в Ньїредьгазі. 2 серпня 1989 року отримав священичі свячення. Навчався на факультеті педагогіки Папського салезіянського університету. У 1992—1995 роках працював парохом у Мішкольцькому екзархаті. Упродовж 1995—1999 років жив монашим життям у бенедиктинському монастирі в с. Шевтон (Бельгія). У 1999 році разом із о. Атанасом Оросом заснував монашу спільноту, підпорядковану Гайдудорозькому єпископові.

## Єпископ
2 травня 2008 року папа Бенедикт XVI призначив отця Петера Фюлепа Кочиша єпископом Гайдудорозької єпархії і апостольським адміністратором Мішкольцького екзархату. Єпископська хіротонія відбулася 30 червня 2008 року. Головним святителем був його попередник на уряді Сілард Керестеш, єпископ-емерит Гайдудорозький, співсвятителями були Пряшівський архієпископ Ян Баб'як і титулярний єпископ Бенонії й апостольський адміністратор Мукачівської єпархії Мілан Шашік.
5 березня 2011 року Петер Фюлеп Кочиш висвятив на єпископа Атанаса Ороса, який отримав від Святого Престолу призначення на уряд апостольського екзарха Мішкольца.